# Ludwig Bernhard Schmid
Ludwig Bernhard Ehregott Schmid (* 20. März 1788 in Lobeda; † 20. Oktober 1857 in Calicut) war ein deutscher evangelischer Geistlicher und Missionar.

## Leben

### Familie
Ludwig Bernhard Schmid wurde als Sohn von Rudolph Ludwig Schmid geboren. Der Vater, Diakon und Pfarrer von Wöllnitz, wurde 1796 als Prediger nach Sulzbach bei Apolda berufen. Nachdem seine Mutter 1806 verstorben war, heiratete sein Vater später nochmals.
Seine Brüder waren: 
- Deocar Schmid;
- Eduard Schmid (1794–1866), Pfarrer, Rektor und Schriftsteller in Pfiffelbach bei Weimar;
- Carl Günther Schmid (1804–1855), Pfarrer und Schriftsteller in Blankenhain und Sprötau;
- Ulrich Rudolph Schmid (* 14. Juni 1808 in Sulzbach bei Apolda; † 5. Dezember 1893 in Gotha), Pfarrer und Schriftsteller.

Er war verheiratet mit Mary Jackson, gemeinsam hatten sie drei Töchter:
- Hanna Maria Mitcheson (* 1826; † unbekannt), geb. Schmid;
- Armella Richter (* 1836; † unbekannt), geb. Schmid;
- Lucy Sherwood Schmid (* 1843; † unbekannt).

Zwei Enkelinnen, die als Missionarinnen tätig wurden, waren:
- Ella Mitcheson (* 1858; † unbekannt), Vorsteherin eines Spitals und einer Klinik in Peschawar (damals Indien);
- Katharina Clara Carpenter (* 1865; † unbekannt), geb. Richter, studierte Medizin in Madras und wurde 1890 Hausärztin in Lahore.

### Werdegang
Ludwig Bernhard Schmid besuchte die Schulen in Lobeda und Sulzbach, bevor er mit 10 Jahren vom Kirchenrat Carl Christian Erhard Schmid in dessen Erziehungsinstitut in Jena unterrichtet wurde. Hier erhielt er auch Unterricht in alten Sprachen und in der Pflanzenkunde; so konnte er bereits mit 14 Jahren die Vorlesungen des Professors August Batsch besuchen.
Seit Ostern 1803 besuchte er, gemeinsam mit seinem jüngeren Bruder Deocar Schmid, das Domgymnasium Naumburg, damals geleitet von Konrektor August Gotthilf Gernhard. Von 1807 bis 1809 studierte er Theologie an der Universität Jena. Danach wurde er Hauslehrer bei der Familie von Clermont in Vaals bei Aachen. 
1811 wurde er Lehrer an dem Institut des Oberhofpredigers und Kirchenrats Johann Georg Breidenstein (1769–1847) in Homburg. Dort beschäftigte er sich überwiegend mit Sprachen, und es entstand der Wunsch, Sanskrit zu erlernen. Hierzu wollte er sich nach Paris begeben. Er benötigte dafür aber die Erlaubnis des Präsidenten des Generalkonsistoriums der Evangelischen Kirche Augsburgischer Konfession, Johann Friedrich Jacobi. Dieser bot ihm stattdessen eine Pfarrstelle in Trarbach an, die mit einer Lehrerstelle verbunden war. Dort war Ludwig Bernhard Schmid seit 1812 als Pfarrer tätig. Zwei Jahre später erhielt er vom Präsidenten Jacobi das Angebot, als Hauslehrer bei Karl Friedrich Reinhard angestellt zu werden. Im November 1814 begann er in Paris mit dem Studium der arabischen und der armenischen Sprache. Bei der Rückkehr Napoleons von Elba musste er seine Studien abbrechen. Er verließ mit seinen Schülern am 25. Februar 1815 Paris und verbrachte mit diesen einige Zeit auf dem Gut Falkenlust von Karl Friedrich Reinhard. Dort erfuhr er von dem Wunsch seines jüngeren Bruders Deocar, Missionar zu werden. Dieser bat ihn, ihn als Missionar zu begleiten. 
Ludwig Bernhard Schmid kehrte noch einmal an das Institut nach Homburg zurück. Dort lernte er den Prediger Carl Friedrich Adolf Steinkopf aus London kennen, der ihn in seinem Entschluss, Missionar zu werden, bestärkte. Er bewarb sich bei der gleichen Missionsgesellschaft, bei der sich auch sein Bruder beworben hatte und reiste, nachdem er als Missionar angenommen worden war, 1816 nach London.
Am 11. April 1817 reiste er gemeinsam mit seinem Bruder und dessen Ehefrau nach Madras ab. Dort kamen sie am 4. August 1817 an. Ursprünglich waren sie für den Einsatz in Kalkutta vorgesehen, allerdings blieben sie aufgrund der Not vorerst in Madras. Im Oktober 1819 wurde Ludwig Bernhard Schmid nach Palayamkottai im Distrikt Tirunelveli versetzt. Von da aus ging er nach Trankenbar und übernahm die Aufsicht über 31 Schulen. Im Mai 1831 wurde er nach Oatakamund in den Nilgiri-Bergen versetzt und ging am 5. Juli 1834 nach Majaburam in der Region Tamil Nadu, sechs Stunden von Trankebar entfernt. Aus gesundheitlichen Gründen kehrte er am 27. Juli 1837 nach Jena zurück. Nach Wiederherstellung seiner Gesundheit kehrte er nach Indien zurück und führte seine Missionsarbeit fort.

## Wirken
Ludwig Bernhard Schmid war als Missionar, Schulgründer, Schriftsteller, Pädagoge und Prediger in tamilischer und englischer Sprache tätig.
Dem Botanischen Garten Jena schenkte er auf einer Deutschlandreise eine reiche Sammlung indischer Sämereien und Pflanzen.

## Ehrungen
Die theologische Fakultät der Universität Jena ehrte ihn für seine missionarischen Verdienste mit dem Dr. h. c. theol.

## Werke
- Jonathan Carl Zenker; Ludwig Bernhard Ehregott Schmid: Plantae Indicae quas in montibus Coimbaturicis coeruleis, Nilagiri s. Neilgherries dictis. Decas 1–11. Jena, 1835.
- Über Sprachen und Völkerverwandtschaft. Halle 1838.
- Abriß der Bildungsgeschichte Indiens. Erschienen in H. G. Brzoska’s Centralbibliothek für Literatur, Statistik und Geschichte der Pädagogik und des Schulunterrichts, Halle 1839, S. 92 ff. (Digitalisat in der Google-Buchsuche).